# Євзікова Оксана Андріївна (Ксана Коваленко)
Євзікова Оксана Андріївна (Ксана Коваленко) (17 жовтня 1978, місто Миколаїв) — українська поетеса,  перекладачка. Член Національної спілки письменників України з 2016 року.

## Життєпис
У 2000 р. закінчила факультет української філології Миколаївський національний університет імені В. О. Сухомлинського, в якому працювала викладачем англійської мови (до 2021 р.). Викладала англійську мову в лінгвістичному центрі “Hot Spot English”. 

## Творчість
Авторка поетичних збірок «Синие-яблоки-черные» (2008), «Книга ангелов и стрекоз» (2016). Лауреатка та дипломантка всеукраїнських поетичних фестивалів та конкурсів перекладачів: фінської поезії «С Севера на Восток» (Гельсинки, 2018), перекладів видавництва «Макондо» (Київ, 2019).
Її перу належать поезії: Сонця; Долоні; Море всередині; Спини мене; Шахи в тіні Лівадії; «Завжди дивувалась…»; Ще мить; «І кожна хвиля – лицарка його…»; «Важко йому всередині мене…»; Слово; Прірва; Метафора кораблів; Острів; Спроба злетіти; Сім способів читати долоню; Крізь пісок; Silencio; Необрані; Крила; Нематематичне; Потяг; Наче тополі; Чотири стани; Темна вода; Голоси; Архів : [поезії] / К. Коваленко // #ЄТекстМиколаївщини: літ.-худож. антологія / укл. В. Шуляр, К. Картузов. – Миколаїв : Іліон, 2020. – С. 29-37.